# Stortjärnen (Lycksele socken, Lappland, 721233-160774)
Stortjärnen är en sjö i Lycksele kommun i Lappland och ingår i Umeälvens huvudavrinningsområde.